# 六浦荘村
六浦荘村（むつうらしょうむら）は、1889年（明治22年）4月1日から1936年（昭和11年）10月1日まで存在した神奈川県久良岐郡の村。

## 概要
神奈川県久良岐郡南部の村。現在の神奈川県横浜市金沢区の西部にあたる。

## 歴史
- 1889年（明治22年）4月1日 - 町村制の施行により、三分村、釜利谷村および泥亀新田飛地が合併して成立した。
- 1897年（明治30年） - 鎌倉郡鎌倉町大字峠を編入（現朝比奈町、東朝比奈二 - 三丁目の各一部）。
- 1936年（昭和11年）10月1日 - 横浜市に編入。磯子区の一部となる。
- 1948年（昭和23年）5月15日 - 磯子区の一部が分区して金沢区を新設。旧村域が金沢区となる。

## 経済

### 産業
商工業
- 大島屋・長島藤吉（材木、竹、薪、炭卸・小売並びに煙草荒物商）[1]
- 相川藤兵衛（醤油商）[2]
- 室崎屋・相川勝右衛門（農、商、質屋業）[1]
- 室崎屋・相川萬吉（材木、薪、炭商）[1]
- 室崎屋・相川房吉[1]
- 室崎屋・相川文五郎（酒商）[1]
- 丸木三・森兵重郎（質屋業）[1]
- その他六浦荘村で商業を営む人物は、「長谷川八兵衛、長谷川喜兵衛、三平藤蔵、相川藤兵衛、柳下粂蔵、長坂倉作」などがいた[3]。

農業
『大日本篤農家名鑑』によれば六浦荘村の篤農家は、「中澤資久、田中七五郎、竹林瑞應、森平十郎、石井啓次郎、石井七之助、布川悦五郎、堀川菊次郎、堀江房次郎」などがいた。

## 交通

### 鉄道路線
- 湘南電気鉄道（現京浜急行電鉄）
  - 本線、逗子線：金沢八景駅
  - 逗子線の六浦駅は当時は未開業
- 金沢シーサイドラインは当時は未開業

### 道路
- 横須賀街道（現在の国道16号）

## 現在の町名
- 住居表示実施地区：釜利谷西、釜利谷東、釜利谷南、瀬戸、高舟台、大道、東朝比奈、みず木町、六浦、六浦東、六浦南
- 住居表示未実施地区：朝比奈町、釜利谷町、能見台、能見台森、六浦町

## 出身・ゆかりのある人物

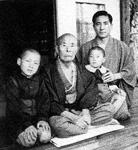
小泉家。左から純一郎、又次郎、正也、純也。

### 政治・経済
- 七代相川文五郎（農業[2]、神奈川県多額納税者）[5]
- 相川行雄（麹町学園理事長）
- 小泉由兵衛（鳶職人、請負師） - 小泉又次郎の父。小泉由兵衛は村の代々の鳶職だったが、のちに軍港横須賀に進出して、海軍に労働者を送り込む軍港随一の請負師になった[6]。
- 小泉又次郎（政治家）[7] - 元首相小泉純一郎の祖父、衆議院議員小泉進次郎・タレント小泉孝太郎の曾祖父。大道出身。又次郎が生まれた当時、鎌倉街道に面したこの地は、戸数わずか32戸の小さな村であった[6]。又次郎は壮士の群に入りピストルを懐にしては暴れ回り、三浦政界を馳駆し[7]、横須賀市長、逓信大臣、衆議院副議長などを歴任した。
- 小泉岩吉（神奈川県多額納税者、土木建築請負業）[8] - 小泉又次郎の弟。
- 小泉兼吉（農業、政治家）[3] - 久良岐郡郡会議員。
- 石井七之助（農業、政治家）[3] - 久良岐郡郡会議員。
- 田中俊三（政治家）[3] - 久良岐郡郡会議員。
- 日高信太郎（政治家）[3] - 久良岐郡郡会議員。

### その他
- 田中耕造（医師）[1]
- 長島重太郎（小学校教員）[3]